# David O'Keeffe
David O’Keeffe (1953) is een Britse jurist van Ierse nationaliteit.  Hij is emeritus hoogleraar Europees recht aan de Universiteit van Londen.  Hij is consultant bij Dentons, het internationale advocatenkantoor.  Sinds 2008 is hij voorzitter van een Europese tribunaal voor ambtenarenzaken in Florence.
O'Keeffe was assistent van Hein Schermers aan de Universiteit Leiden op het gebied van het recht van de Europese Unie (1980-1984). Hij was referendaris bij het Europees Hof van Justitie (1985-1990). Hij was hoogleraar Europees recht en decaan van de Universiteit van Durham (1990-1993). Hij was hoogleraar Europees recht en vice-decaan van de Faculteit der Rechtsgeleerdheid aan het University College London (1993-2004).  Hij doceerde hetzelfde vak aan het Europacollege gevestigd in Brugge en Natolin Warschau(1993-2007).
Hij was een adviseur inzake EU-recht bij het House of Lords.  Hij was een externe adviseur van het Europees Parlement en de Europese Ombudsman. Hij was lid van de door de Europese Commissie opgerichte Groep op hoog niveau over het vrije verkeer van personen, onder voorzitterschap van mevrouw Simone Veil.
In de periode van 1990 tot de toetreding van de Midden- en Oost-Europese staten tot de Europese Unie in 2004, was O'Keeffe een veelgevraagd spreker over EU-recht aan universiteiten en andere organisaties in Polen, Roemenië, Slovenië en Slowakije.  Samen met ambassadeur Nicholas Emiliou organiseerde hij op Cyprus een grote conferentie over de toetreding van Cyprus tot de Europese Unie.
Mede-oprichter van de European Foreign Affairs Review, hij was ook redactielid van de Common Market Law Review (1985-2005).

## Publicaties
- Legal Issues of the Maastricht Treaty, Londen, 1994
- Legal Issues of the Amsterdam Treaty Londen, 1999
- Judicial Review in European Union Law Londen, 2001